# 청바지

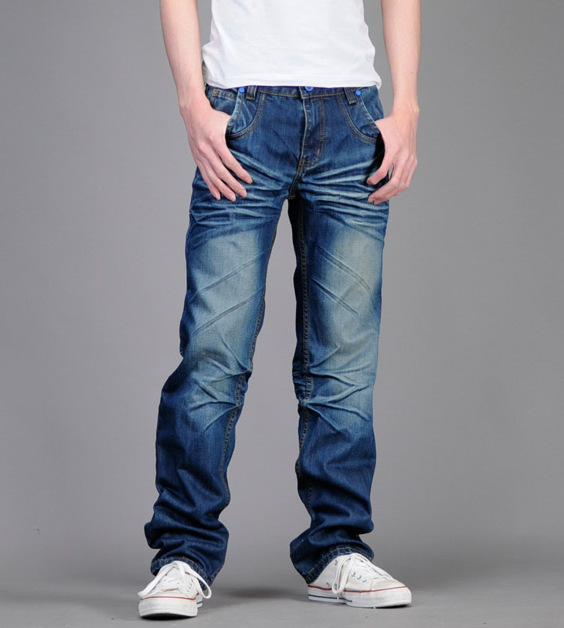
청바지의 모습

청바지(영어: Jeans)는 하의의 한 종류로써, 미국의 리바이 스트라우스가 최초로 발명하였다. 또한 1840년대 당시 미국 샌프란시스코에서 금광이 발견되어(골드러시) 많은 이들이 금을 캐기 위해 모여들었고, 주변 일대는 이른바 천막촌이 되었는데, 청바지의 발명자인 리바이 스트라우스는 광부들의 바지가 쉽게 해어진다는 데에 착안하여 질긴 천막용 천으로 바지를 만들었고, 이렇게 하여 미국의 농부나 목동들이 작업복으로 즐겨 입게 되었는데, 이것이 청바지의 시초가 되었다. 또한 서부개척시대에 마차의 천막(군용)으로 납품하려고 제조한 천이 계약이 파기되어 그 원단으로 작업복 바지를 만들기 시작하여 청바지의 한축(리바이스)으로 자리 잡았다.
질기고 튼튼한 청바지는 1930년대부터 일반인에게까지 실용성을 인정받아 널리 보급되었고, 미국 서부 영화의 주인공이 청바지를 입고 나오면서부터 본격적으로 유행이 되었다. 그리고 1970년대에 들어오면서 휴양복, 작업복으로 널리 이용되었고, 요즘은 일상복으로도 청바지를 즐겨 입는다. 또한 바지 제조 업체 리바이스는 바로 청바지의 발명자 리바이 스트리우스가 설립한 회사이다.

## 역사

### 청바지의 기원
청바지의 주재료가 되는 데님의 역사는 매우 길다. 데님이라는 이름은 서지 드 님, 즉 프랑스의 님 지방에서 생산되는 매우 질긴 능직물인 서지에서 유래한 것이다. 이는 원래 견모 교직을 이르는 말이었으나, 근래에는 주로 소모사로 능직을 짠다. 처음에는 돛에 쓰다가 제노비즈라는 선원이 이 질긴 천으로 바지를 만들어 제네스라고 불렀고, 여기에서 진이라는 단어가 생겨났다는 설이 있다. 이렇게 만들어진 청바지는 인디고 나무에서 추출한 남색 염료로 염색해서 파란색이 되었다. 인디고 염료는 기원전 2500년 전부터 아시아, 이집트, 그리스, 로마, 영국, 페루 등지에서 사용되었다. 합성 인디고 염료는 20세기에 이르러서야 개발되었고 그전까지는 계속 인도에서 염료를 직접 수입해서 사용해야 했다.

### 현대의 청바지
오늘날의 청바지는 독일인 이민자 리바이 스트라우스가 발명한 것이다. 샌프란시스코의 무역상이었던 스트라우스는 창고에 쌓인 엄청난 양의 청색 데님 처리 방안을 궁리하다가, 금을 찾아 캘리포니아로 몰려들던 광부들이 질기고 튼튼한 작업복을 찾고 있음을 생각해 냈다. 그는 데님으로 바지를 만든 후 리바이스라는 이름으로 시작에 내놓았고, 이후 10년 만에 대부분의 광부, 농부, 카우보이가 매일 이 바지를 입게 되었다. 처음 리바이스 청바지 솔기에는 금속 단추인 리벳이 박혀 있지 않았다. 그러다가 러시아인 이민자였던 제봉사 제이콥 데이비스가 처음으로 광부용 청바지에 리벳을 박았다. 단순하게 바느질된 데님 천으로는 무거운 광부들의 연장을 견디지 못했기 때문이었다. 1873년에 스트라우스는 당시 미국 특허 출원 비용이었던 69달러에 이 디자인을 사들였고 이후 100년이 넘도록 거의 바뀌지 않고 그대로 사용되었다. 1920년부터는 지퍼 대신 단추를 사용한 복고풍의 버튼 플라이가 등장했다.
1937년에는 학생들의 청바지 리벳이 책상에 흠집을 낸다는 교육 위원회의 불평에 따라 청바지 뒤에 붙이던 리벳이 주머니 안으로 옮겨졌다. 그 외에도 안장히 긁힐까봐 걱정하는 카우보이, 가구에 흉이 생기지 않도록 하려는 부모, 자동차의 흙받기가 긁혀 불만인 운전자도 이러한 변화에 일조해 1960년대에는 뒷주머니 리벳이 완전히 사라졌다. 1950년대에는 청바지가 10대 사이에 유행했고 1957년에는 세계적으로 1억 5,000만 벌이 생산되었다. 10년 후에는 미국에서 2억 벌이 판매되었고 1977년에는 5억 벌로 뛰어올랐다. 처음에 패션 전문가들은 청바지의 폭발적 인기가 저렴한 가격 때문이라고 생각했다. 하지만 1970년대에 이르러 가격에 두 배로 뛰어오른 후에도 여전히 공급이 달릴 지경이었다. 제조 업자들은 수요를 맞추기 위해 결함이 있는 등외품까지 내다 팔아야 했다.
1970년대 후반, 수요가 좀 줄어들었지만 전문 디자이너의 브랜드 청바지가 시장에 소개되면서 다시 판매세가 급격히 신장하였다. 전 세계 유명 디자이너가 앞다퉈 고유의 청바지 스타일을 내놓았고 곧 큰돈을 벌어들일 수 있었다. 제조 업자는 이렇게 높아진 청바지 수요를 계속 유지하기 위해 판매 추세를 조심스럽게 분석했고 아기부터 노년층까지 누구에게나 편안하게 잘 맞는 데님을 개발해 냈다.

## 재료
원래 청바지는 100% 면직물을 바느질하여 만든다. 폴리에스테르 혼방 제품도 나오지만 인기가 없는 편이다. 가장 일반적인 염색 재료는 합성 인디고 염료다. 리벳은 보통 구리로 만들지만 지퍼, 스냅, 단추 등은 철과 아연캐스팅을 사용한다. 디자이너는 천, 가죽, 플라스틱 등으로 만든 고유의 레이블을 붙이지만, 면사로 자수를 놓는 경우도 있다. 최근 패션 피륙 업계에서는 환경 보호를 위해 염색한 색 면사를 선호한다. 과학자 샐리 폭스는 에리조나 대목장에서 연녹색과 갈색의 목화솜을 제배했다. 폭스는 노란색, 빨간색, 회색 목화도 개발하려 애썼지만 파란색은 시도하지 않았다. 목화의 유전자에는 파란색이 존재하지 않았기 때문이다. 보통 면직물은 염색 과정을 통해 착색한다. 샐리 폭스가 개발한 면직물 제품인 폭스 파이버는 표백과 염색이 매우 용이했기 때문에 유해한 부산물을 생성하거나 세탁 시 탈색될 위험이 없었다.

## 참고 문헌
- 샤론 로즈, 닐 슬라거 (2010). 《How Things Are Made: From Automobiles to Zippers》 [지퍼에서 자동차까지 : 세상 모든 것이 궁금한 이들을 위한 34가지 제조법]. 번역 황정화. 믿음인. 9쪽. ISBN 978-89-94210-10-0.
- 해리엇 워슬리 (2012). 《100 ideas that changed fashion》 [패션을 뒤바꾼 아이디어 100]. 번역 김지윤. 시드페이퍼. 43쪽. ISBN 978-89-961825-1-1.

## 같이 보기
- 바지
- 스키니 진
- 청치마